# Pallacanestro Roseto
La Pallacanestro Roseto è una società di pallacanestro maschile di Roseto degli Abruzzi. La società è nata nel 2020, dopo la scomparsa del Roseto Sharks, di cui ha raccolto l'eredità del basket cittadino.
Il Roseto Basket è stato fondato nel 1946: ha preso parte a sei campionati consecutivi di Serie A, dal 2000-2001 al 2005-2006, giungendo al massimo al settimo posto, ma sfiorando anche la finale di Coppa Italia 2003 persa per una rocambolesca sconfitta in semifinale contro Cantù. Nel 2006 la società non si è iscritta al campionato: la pallacanestro cittadina è ripartita dalla Serie B2, cedendo successivamente il titolo a Chieti.
Nel 2008 il basket rosetano è ripartito dalla Legadue con la neonata Pallacanestro Roseto 1946, ma la squadra è retrocessa al termine della stagione, venendo inoltre esclusa dai campionati. Nella stessa estate del 2009 è stata quindi fondata la nuova società, denominata Roseto Sharks, la quale è ripartita dalla Serie C regionale. In seguito a difficoltà finanziarie legate alla fine della partnership con la società romana Stella Azzurra Roma, la società ha annunciato il 2 luglio 2020 la cessione del titolo sportivo alla società laziale, concludendo la vicenda sportiva della società rosetana. Durante l'estate del 2020 nasce il consorzio “Le Quote” con a capo Fabio Brocco. Gli imprenditori che ne fanno parte diventano unici proprietari del nuovo titolo di Serie B appena acquistato, permettendo al basket cittadino di non scomparire al livello nazionale.
L'anno in cui a Roseto si festeggia un secolo di Pallacanestro (i primi pionieri iniziarono a palleggiare nella cittadina nel 1921) sarà ricordato come anno della "pandemia" e quindi delle partite senza pubblico: gli uomini chiamati dal "Consorzio" a gestire la nuova società in un momento così buio sono: Ernesto Ciafardoni (presidente), Marco Pompetti (vicepresidente) e Patrizio Serafini (consigliere) componenti unici del CDA della Pallacanestro Roseto.

## Storia

### Gli inizi
La palla al cesto a Roseto fece la sua comparsa nel 1922 grazie al colonnello Aldo Anastasi, ancor prima che la sede comunale si trasferisse lì da Montepagano (nel 1927).
I primi campionati ufficiali sono quelli della Polisportiva Rosetana, che rappresenta la primissima società della zona. Siamo nel 1933, ed i campionati sono a carattere provinciale e regionale. Il campo da gioco, come la maggior parte dei campi italiani è in terra battuta. La polisportiva gioca alla Pineta.
Nel 1940 Roseto partecipa alle finali interregionali che si svolgono a Roma. Queste competizioni erano denominate "Coppa Bruno Mussolini". Solo nel 1943 Roseto partecipa ad un vero e proprio campionato nazionale: la Serie C.

### Roseto Basket tra Serie B e Serie A
Da una branca della Polisportiva, nasce nel 1946 il Roseto Basket Ball Club. È del 1955 la promozione in Serie B, mentre al termine della stagione 1956-1957 arriva il ripescaggio in Serie A (allora 2º livello del campionato italiano di basket). Dopo otto stagioni il Roseto retrocede nella serie inferiore (che con la nuova Serie A unica riprende il nome di Serie C). Nel 1967 viene promosso nuovamente in Serie B. Il ritorno nel grande basket avviene dopo alcuni campionati, nella stagione 1981-1982. L'allenatore della storica promozione in Serie A2 fu Renzo Ranuzzi, che tuttavia fu esonerato in estate senza avere la possibilità di cominciare il nuovo campionato. Nella stagione 1982-1983 (presidente Mario D'Eustachio, allenatore Bruno Boero) il Roseto retrocede di nuovo in Serie B. Nel 1985 la società rischia addirittura il fallimento. Seguono alterne vicende: nel 1988 promozione in B1 (presidente Giovanni Giunco, allenatore Domenico Sorgentone, in campo i rosetani Stama e Battistoni), nel 1990 retrocessione in B2 (presidente Romano Chiappini, allenatore Luciano Bertolassi, in squadra tra gli altri Melioli, Aprea, Marella, Iardella, Malcangi), nel 1993 retrocessione in C1 (allenatore Antimo Di Biase), nel 1995 risalita in B2 (presidente Giovanni Giunco, allenatore Gabriele Di Bonaventura, tra i giocatori Verrigni, Battistoni, Pacione), nel 1997 ripescaggio in B1.
Nella stagione 1997-1998 il presidente Giunco viene affiancato da Michele Martinelli alla guida gestionale del club. La squadra, allenata da Tony Trullo, conquista la Coppa Italia di Lega e soprattutto la promozione in A2, riportando Roseto nel basket che conta. Il quintetto composto da Busca, Coppo, Meneghin, Facenda, Rizzo, con Bonaccorsi decisivo partendo dalla panchina, supera nella serie di finale Biella.
Nell'estate del 1998 Giunco lascia la presidenza a Martinelli, che stipula un contratto di sponsorizzazione triennale con la Cordivari, una delle più importanti aziende del territorio. Per il campionato 1998-1999 la guida tecnica viene affidata a coach Phil Melillo e attorno al confermato playmaker Leo Busca viene allestito un roster di alto profilo, con giocatori come Federico Pieri, Sandro Dell'Agnello e Adrian Griffin. Gli ultimi due lasceranno il club in corso d'opera (il primo per firmare con l'ambiziosa Siena, il secondo per continuare la carriera in USA), sostituiti dal naturalizzato Brian Shorter e da Jamal Johnson. Roseto raggiunse il primo turno di play-off, venendo sconfitta da Pozzuoli.

### La storica promozione in Serie A1
La stagione 1999-2000 vede oltre ai confermati Busca e Orsini, un roster composto nel reparto lunghi da Albert Burditt, dallo spagnolo Alejandro Gomez e dall'esperto Giovanni Savio, oltre agli esterni Paolo Moretti, in cerca di rilancio personale, e Abdul Fox. A gennaio Moretti, fino a quel punto capocannoniere della A2 e miglior giocatore della squadra per valutazione, subisce un grave infortunio al ginocchio. Al suo posto viene ingaggiato Mario Boni, reduce da un'esperienza in Spagna, che si cala subito nel ruolo di primo terminale offensivo. Il rendimento della squadra, che in quel momento occupa il secondo posto in classifica, non subisce rallentamenti: il Roseto si porta in testa al campionato, e il 6 aprile 2000 con due giornate d'anticipo rispetto al termine della fase a orologio, arriva la storica promozione diretta nella massima serie.

George Gilmore nel 2000-2001

### Il Roseto Basket nella massima serie

La grinta di Mario Boni

In vista del campionato di A1 2000-2001 la squadra riparte da due punti fermi: coach Melillo e Mario Boni, che a 37 anni disputerà una regular season da 23,7 punti a partita (terzo marcatore per punti segnati del torneo). Il quintetto è completato dal play George Gilmore, dalla guardia Stefano Attruia, dall'ala grande Ian Lockhart e dal centro Peter Guarasci. Nel novembre 2000 viene ingaggiato l'ex trevigiano Jeff Sheppard, nonostante le regole allora impedissero il tesseramento di un terzo extracomunitario. Da lì il contenzioso con la FIP, che vede il giocatore rivolgersi al Tribunale il quale gli dà ragione portando, per quella stagione e per la successiva, alla libertà per i club di utilizzare giocatori extracomunitari. Il Roseto si rivela da subito una delle sorprese del campionato, ottenendo la partecipazione alla Coppa Italia grazie all'ottavo posto al termine del girone di andata. A partire dal 18 febbraio la squadra si vede costretta ad emigrare per il resto della stagione al PalaTricalle di Chieti dopo la revoca, da parte della Lega Basket, della deroga all'utilizzo del palasport di Roseto (decisione probabilmente intrapresa, come anche riportato da alcuni media, come ritorsione per il caso Sheppard). Al termine della regular season viene confermato l'ottavo posto in classifica. Arriva così lo storico accesso ai play-off, nei quali viene subito eliminata ai quarti di finale dalla corazzata Virtus Bologna, che di lì a poco realizzerà il grande slam.
Nel frattempo la presidenza del club viene assunta dall'allora vicepresidente Domenico Alcini, per via della squalifica subita da Martinelli per la questione Sheppard. Per la stagione 2001-2002 sulla panchina viene chiamato il giovanissimo Demis Cavina al posto di Melillo, passato ad Udine. Viene raggiunto un accordo di sponsorizzazione con la Euro Cellulari, azienda di telefonia di proprietà del futuro presidente del Pescara Calcio Dante Paterna. La squadra viene costruita attorno ai confermati Boni e Attruia a cui si aggiungono il talentuoso esterno Alvin Sims e l'esperto lungo Joshua Grant. La stagione è piuttosto turbolenta, caratterizzata da numerosi cambi operati da Martinelli tra gli elementi di completamento del roster. L'arrivo del panamense Michael Hicks e soprattutto il ritorno di Gilmore e Lockhart a dicembre cercano di cambiare le sorti di un difficile girone di andata, che porta all'esonero di Cavina sostituito dal vice Bruno Impaloni a gennaio. La stabilità trovata (unica novità significativa l'addio di Attruia che coglie l'occasione di andare a giocare al Real Madrid, a cui subentra Aaron Swinson) consente di invertire la rotta e di ottenere la qualificazione ai play-off, dove agli ottavi affronta la Virtus Roma di Carlton Myers: in gara-1 prevalgono i romani soltanto all'overtime, in gara-2 giocata a Roseto arriva la sconfitta che sancisce l'eliminazione degli abruzzesi.
Nell'estate del 2002 la società viene venduta da Michele Martinelli all'imprenditore pescarese Enzo Amadio che assume la presidenza. Lo staff dirigenziale viene composto da Valerio Bianchini come vicepresidente operativo e Massimo Cosmelli come direttore sportivo. La guida della squadra viene affidata a Phil Melillo che torna sulla panchina rosetana. Viene allestito un roster di alto livello in cui spicca il nazionale sloveno Marko Milič (ex Phoenix Suns, Real Madrid e Fortitudo Bologna), a cui si aggiungono il giovane playmaker Teemu Rannikko, l'esperto cannoniere Rodney Monroe, l'ala grande spagnola Diego Fajardo, i lunghi Ben Davis e Dan Callahan e gli esterni Juan Manuel Moltedo e Miroslav Radošević. La stagione 2002-2003 vede il Roseto fare il suo storico esordio nelle coppe europee, con la partecipazione alla ULEB Cup in cui gli abruzzesi raggiungono le Top 16, subendo l'eliminazione contro gli spagnoli dell'Estudiantes. Il girone di andata del campionato di Serie A è esaltante con la squadra di Melillo che si piazza al terzo posto in classifica e accede alle Final Eight di Coppa Italia, in cui sfiora la finale superando Roma ai quarti e cedendo in semifinale contro Cantù di soli tre punti. Nel girone di ritorno avviene una flessione nel rendimento che fa scivolare la squadra all'ottavo posto al termine della regular season. Negli ottavi di play-off incrocia la Viola Reggio Calabria: la netta vittoria in casa in gara-1 viene vanificata dalle sconfitte in terra calabra e in gara-3 dopo una opaca prova al PalaMaggetti.
Le prospettive di aprire un ciclo ambizioso svaniscono nell'estate 2003, quando Amadio, nel frattempo divenuto proprietario della VL Pesaro, vende la società rosetana all'imprenditore Nino Tulli. La squadra viene totalmente ricostruita (con l'eccezione di Moltedo che però rescinde il contratto a novembre) e affidata a Luca Dalmonte. Il roster all'inizio della stagione 2003-2004 comprende il play Billy Keys, la guardia Luke Recker, i lunghi K'Zell Wesson e Norman Nolan, con Anthony Giovacchini, il giovane centro spagnolo Albert Miralles dalla panchina. Ad ottobre Tulli si fa da parte cedendo le quote a Vittorio Fossataro che avvia un periodo di transizione verso un nuovo assetto societario. Dopo alcune settimane di trattative il 13 novembre 2003 la proprietà passa ad una cordata capeggiata da Alcini e Martinelli, che assumono rispettivamente la carica di presidente e general manager, insieme ad altri soci tra cui Antonio Norante, Domenico Di Marco, Claudio e Aurelio Malvone, Giovanni Lucidi, a cui si aggiungono in seguito Daniele e Domenico Cimorosi. Sul fronte sportivo le prime giornate si dimostrano complicate, dopo cinque sconfitte consecutive arrivano i primi correttivi con l'ingaggio del navigato Steve Hansell e il ritorno dell'esperto Claudio Bonaccorsi, idolo del pubblico rosetano, a dare il suo contributo di imprevedibilità. Sul finale del girone di andata la squadra naviga ancora nelle retrovie, ma il taglio di Keys e l'arrivo del giovane play Robert Fultz dalla Fortitudo e dell'esterno Dewayne Jefferson danno nuovo slancio: il loro esordio coincide con la vittoria interna contro Teramo nel primo storico derby abruzzese nella massima serie. Nella seconda parte di stagione la squadra mostra una maggiore continuità e si porta in zone tranquille di classifica, nonostante le inaspettate dimissioni di coach Dalmonte a febbraio, sostituito dal croato Neven Spahija. La salvezza viene raggiunta con quattro turni di anticipo, all'ultima giornata arriva anche la vittoria nel derby di ritorno al PalaScapriano.
Per la stagione 2004-2005 viene confermato Spahija sulla panchina rosetana. Il rinnovato roster è formato dagli esterni Duane Woodward e Kyle Julius, i nazionali belgi Patrick Mutombo e Christophe Beghin, i nazionali tedeschi Misan Nikagbatse e Stephen Arigbabu, il lungo italiano Christian Di Giuliomaria. Diversi i cambiamenti in corso d'opera operati da Martinelli: dopo una partenza difficile (una vittoria nelle prime cinque) viene ingaggiato Mahmoud Abdul-Rauf, ex stella NBA sbarcato in Russia nella stagione precedente dopo due anni di inattività, che si rivelerà un trascinatore per la sua classe e il suo carisma. Dopo l'esordio vincente in casa contro Teramo del play americano arrivano a Roseto anche le ali Brad Traina e Jeff Nordgaard (per una breve parentesi) e il lungo Andre Brown. A fine dicembre viene annunciato il nuovo main sponsor, Sedima, azienda del teramano. Il girone di andata si conclude in una posizione a ridosso della zona play-off. A gennaio vengono ingaggiati l'ala americana Ansu Sesay, appena tagliato dai Golden State Warriors, il play di riserva Mauro Morri (con il contestuale taglio di Brown, Traina e Julius). Nel girone di ritorno la squadra sale fino alla settima posizione, grazie soprattutto al talento di Abdul-Rauf, Woodward e Sesay, per quello che viene comunemente definito dai tifosi "il Roseto più forte di sempre". Ai quarti di play-off (serie al meglio delle cinque) i biancazzurri incrociano la Fortitudo Bologna: in gara-1 vince agevolmente 95-84 la squadra allenata da Jasmin Repeša davanti al proprio pubblico mentre in gara-2, giocata al PalaMaggetti, Roseto si porta fino al +12 al termine del primo tempo, per poi subire la rimonta dei bolognesi favorita dall'infortunio alla caviglia di Abdul-Rauf che lo toglie dal match e dalla serie, perdendo alla fine con il punteggio di 72-77. Pur senza il loro leader la squadra di Spahija sfodera una prestazione d'orgoglio in gara-3 al PalaDozza, trascinata da un Woodward da 30 punti nonostante un infortunio muscolare patito sul finale di gara-2: partita equilibrata con i rosetani che cedono solo nel finale alla Fortitudo che vince 73-70 e chiude la serie (i bolognesi andranno a conquistare lo scudetto).

### La salvezza e il fallimento
L'estate del 2005 è segnata da vicissitudini societarie, con il sodalizio che lancia un appello alle forze imprenditoriali locali per far fronte alle difficoltà economiche e creare le basi per un progetto duraturo. Per scongiurare il fallimento viene attuata la ricapitazzazione da parte di cinque soci (Alcini, Cimorosi, Di Marco, Martinelli e Norante), i quali pagano anche l'iscrizione alla Lega e depositano in extremis la somma necessaria a rientrare nei parametri imposti dalla FIP. La squadra per la stagione 2005-2006, affidata ad Alberto Martelossi, promosso dal ruolo di vice, è composta da Leo Busca, che torna nella piazza che aveva contribuito a portare nella massima serie, dagli esterni Brandon Armstrong, Giorgos Diamantopoulos e Matteo Malaventura, e dai lunghi Jack Martinez, Roberto Casoli, Steve Payne e Deangelo Collins. Diversi i cambi negli elementi del roster nel girone di andata, che inizia con due sole vittorie nelle prime undici partite: a farne le spese sono Collins, tagliato quasi subito, Armstrong e Diamantopoulos, che lasciano spazio al play Paccelis Morlende, alla guardia Luis Flores e all'ala Jason Capel. Lo stesso coach Martelossi viene esonerato a fine novembre: al suo posto viene chiamato il navigato Attilio Caja. A gennaio arrivano anche i tagli di Morlende e Payne, con il contestuale arrivo di Daniele Cavaliero, emergente play/guardia in prestito da Milano, e di Dan Callahan, che torna a Roseto per dare il suo contributo d'esperienza. Il campionato prosegue con la squadra che naviga in zona retrocessione tra mille difficoltà, con incertezza sul futuro societario (a marzo Norante diviene proprietario unico, incaricato dagli ex soci di mediare con le istituzioni locali per ottenere i contributi promossi e trovare nuovi investitori), i problemi fisici di Flores (che lascia la squadra salvo poi tornare per l'ultima giornata) e Capel (che salta le ultime gare) e le bizze di Martinez. Tuttavia la squadra si compatta, chiedendo minuti aggiuntivi agli italiani, riuscendo ad ottenere un'insperata salvezza vincendo le ultime due gare casalinghe contro Virtus Bologna (con una clamorosa prestazione di Martinez che realizza 27 punti e 18 rimbalzi) e Capo d'Orlando, nell'ultima decisiva giornata di campionato, grazie anche ai 22 punti del ritrovato Flores.
Nonostante la salvezza ottenuta sul campo restavano i problemi economici: non si riescono a trovare imprenditori disposti a rilevare la società, a fronte dell'esborso necessario all'iscrizione al campionato. Il 13 luglio 2006 l'Assemblea di Lega delibera l'esclusione del Roseto Basket dalla Serie A.

### Pallacanestro Roseto 1946
Nel giugno 2008, a seguito di problemi societari, l'allora presidente del Fabriano Basket Federico Mellone, richiede ed ottiene ufficialmente dalla FIP il trasferimento di sede dalla cittadina marchigiana a quella abruzzese, con il conseguente cambio di denominazione: nacque quindi la nuova Pallacanestro Roseto 1946, due anni dopo il fallimento del Roseto Basket.
Lo staff è interamente rosetano, dal general manager Giuseppe D'Andrea al direttore sportivo Domenico Sorgentone, dal team manager Vittorio Fossataro alla guida tecnica di coach Tony Trullo, assistito da Piero Bianchi. Anche lo sponsor principale uscirà dall'ambiente industriale rosetano. Il primo acquisto è rappresentato dal lungo nazionale svedese Martin Ringström: seguiranno poi nell'ordine gli ingaggi di Marco Pazzi (pivot), Fabio Ruini (guardia), Jaime Lloreda (pivot nazionale panamense), Fúlvio Chiantia de Assis (play nazionale brasiliano), Stefano Borsato (play-guardia), Andrea La Gioia (guardia), Nello Lorenzetti (ala), J.R. Pinnock (guardia-ala USA di passaporto panamense) e del rosetano Sergio Di Nicola (guardia) a completare l'organico. Poco prima dell'inizio del campionato si aggiunge il ritorno dell'ex biancazzurro Roberto Casoli (ala-pivot), il cui contratto viene "ereditato" da Fabriano. Nelle prime partite il pivot franco-dominicano Sylvere Bryan sostituisce a gettone l'infortunato Lloreda, mentre sempre a gettone l'ala elvetica di origini serbe Dušan Mlađan avvicenda temporaneamente Pinnock.
La prima parte della stagione è molto positiva: alla quarta giornata di ritorno la squadra è addirittura in zona play-off, settima in classifica con 18 punti, 9 vinte e 10 perse. Ma poi, complice il tracollo finanziario della società, la situazione precipita. Arrivano frequenti cambi nell'organico (tagliati Lloreda, Fulvio e Pinnock, ceduto a Pavia Casoli, Bryan a Pistoia, ingaggiati il fromboliere statunitense Delonte Holland, l'altro ex Max Monti, il pivot USA di passaporto italiano Donzel Rush e il playmaker polacco Iwo Kitzinger), si registra anche l'avvicendamento della guida tecnica (il croato Nikša Bavčević al posto del dimissionario Trullo), ma gli stravolgimenti non portano frutti e la squadra chiude all'ultimo posto tra le contestazioni del pubblico, retrocedendo in Serie A Dilettanti con una striscia aperta di 11 sconfitte consecutive.
Nell'estate del 2009 per salvare il titolo sportivo viene tentata la scissione della società, secondo quanto consentito dal regolamento della FIP di allora, in modo da creare un nuovo soggetto sgravato dai debiti extrasportivi (restava l'obbligo di transare i debiti verso i tesserati) più appetibile per potenziali acquirenti. Si fa avanti una cordata guidata da Michele Martinelli, con la quale però non si conclude l'accordo. Il 9 luglio 2009 la società annuncia la mancata iscrizione della squadra al campionato 2009-2010 della Serie A Dilettanti, decretando così la fine della propria attività sportiva societaria.

### Roseto Sharks: dalle ceneri della C2 al ritorno in Serie A2

Il logo durante il periodo Roseto Sharks

Nel settembre del 2009 viene presentata la nuova società, denominata Roseto Sharks, la quale riparte dalla Serie C regionale. Il roster allestito è di primo livello, con innesti fuori categoria come Janis Porzingis, nazionale lettone in Serie A con Pistoia, Livorno e Brindisi, Alessandro Angeli e Domenico Marcario, play canadese vincitore del campionato francese di ProA nel 2007. Il Roseto arriva agevolmente primo in regular season per poi aggiudicarsi la finale play-off contro il Penta Teramo, ottenendo la promozione in Serie C Dilettanti. Nella stagione 2010-2011 il Roseto viene sconfitto in finale play-off contro l'Amatori Pescara davanti a circa 2500 spettatori, ma ottiene in estate il ripescaggio in Divisione Nazionale B. La prima stagione di DNB si conclude con il quarto posto in regular season e la sconfitta in semifinale play-off contro Agrigento (poi vincitrice del campionato). La stagione 2012-2013 inizia con le migliori aspettative visto il buon roster allestito (a gennaio si unirà al gruppo anche l'esperto Christian Di Giuliomaria, ex capitano del Roseto Basket). La squadra disputa un'ottima regular season conclusa al secondo posto dietro al Basket Nord Barese, che ritroverà nella finale play-off. La promozione viene conquistata dai baresi, i quali prevalgono anche in gara-2 nonostante un PalaMaggetti da Serie A (circa 4000 spettatori presenti). Tuttavia in estate arriva il ripescaggio nella nuova Divisione Nazionale A Silver. Il decimo posto ottenuto al termine della stagione 2013-2014 permette al Roseto Sharks di accedere alla ricostituita Serie A2, sorta della fusione tra DNA Gold e DNA Silver.
Nella stagione 2016-17 guidata da Emanuele Di Paolantonio, la squadra si qualifica ai play-off come sesta del girone Est eliminando al primo turno Legnano per tre partite a una, mentre nei quarti affronta la Virtus Bologna venendo eliminata per tre partite a una.
Nella stagione 2017-2018, il roster pesantemente ridimensionato e guidato sempre da coach Emanuele Di Paolantonio, conclude la stagione regolare piazzandosi penultima nel Girone Est delle Seria A2. Nei play-out, dopo essere stata sconfitta dalla Virtus Roma nel primo turno, con partite giocate al meglio delle tre gare, nel secondo turno riesce ad avere la meglio contro la compagine del girone Ovest del Cuore Napoli che viene battuta sia in gara uno che in gara due, conquistando pertanto la salvezza nel campionato di Serie A2. 

### Da Roseto Sharks a Pallacanestro Roseto e il ritorno in Serie A2
Il 2 luglio 2020, con l'annuncio della cessione del titolo sportivo alla società Stella Azzurra Roma, si concludono le attività professionistiche della società denominata "Roseto Sharks". Il 15 luglio la neocostituita società sportiva Pallacanestro Roseto SSD a r.l. annuncia il raggiungimento dell'accordo con il Basket Lecco per la cessione dei diritti per l'iscrizione al campionato nazionale maschile di Serie B 2020-2021. L'iniziativa è promossa dagli imprenditori locali Fabio Brocco, Alessandro Maltese e Giulio Cesare Sottanelli con la volontà di restituire alla comunità rosetana un futuro per il più antico sport cittadino.
La prima stagione, con la squadra guidata dal coach Tony Trullo e dai "veterani" Valerio Amoroso e Antonio Ruggiero, vede il raggiungimento della finale play-off contro Nardò, persa dagli abruzzesi alla "bella" per 3-2.
La stagione 2021-2022 parte con l'innesto del giovane coach Danilo Quaglia ed il rinnovo di gran parte del blocco squadra che aveva ben figurato nella stagione precedente e con l'aggiunta di giocatori di categoria. La squadra vince la Coppa Italia di categoria e chiude la regular season al primo posto, ma ai play-off la promozione sfuma nuovamente dopo la serie finale persa 1-3 contro Rimini.
Nel 2022-2023, per il terzo anno di fila, le ambizioni della Pallacanestro Roseto (seconda in regular season) si infrangono ai play-off, questa volta in semifinale per mano della Janus Basket Fabriano. Già nei giorni immediatamente seguenti all'eliminazione, la società comincia una riorganizzazione che include l'esonero di coach Quaglia e la mancata conferma del veterano Valerio Amoroso.
Anche la stagione 2023-2024, nonostante l'arrivo in panchina di coach Franco Gramenzi e un roster di buon livello, si conclude con una delusione, dopo aver concluso la stagione regolare al primo posto, la promozione in Serie A2 sfuma a gara 5 della finale dei play off contro la Libertas Livorno.
Nella stagione 2024-2025 la società, oltre a confermare coach Gramenzi e i giocatori Donadoni, Durante e Guaiana, che avevano disputato un ottimo campionato la stagione precedente, allestisce una squadra formata da giocatori di provata esperienza, tra cui Brian Sacchetti, Andrea Traini e Lukas Aukštikalnis, al fine di puntare alla promozione in Serie A2.
La stagione regolare si conclude con il 1º posto del girone B con uno score di 31 vittorie e 5 sconfitte e ben 12 punti di vantaggio sulla seconda.
Nella post season, ai play off, batte ai quarti di finale Faenza, in semifinale Capo d'Orlando e in finale Mestre, tutte per 3-0, conquistando la promozione in Serie A2.

## Roster 2024-2025
Aggiornato al 27 settembre 2024
| Pallacanestro Roseto | Pallacanestro Roseto |
| Giocatori            | Staff tecnico        |
| -------------------- | -------------------- |

| N. | Naz.                                       | Ruolo | Nome                | Anno | Alt.   | Peso  |  |
| -- | ------------------------------------------ | ----- | ------------------- | ---- | ------ | ----- |  |
| 0  | Italia (bandiera)                          | P     | Giordano Durante    | 2002 | 178 cm | 70 kg |  |
| 2  | Italia (bandiera)                          | AC    | Davide Di Gregorio  | 2006 | 200 cm | 83 kg |  |
| 3  | Serbia (bandiera) · Italia (bandiera)      | G     | Dimitrije Stanković | 2006 | 190 cm | 80 kg |  |
| 4  | Italia (bandiera)                          | P     | Alessio Zanier      | 2007 | 178 cm | 70 kg |  |
| 5  | Italia (bandiera)                          | PG    | Nicolò Buscicchio   | 2005 | 180 cm | 80 kg |  |
| 9  | Lituania (bandiera)                        | G     | Lukas Aukštikalnis  | 1995 | 195 cm | 74 kg |  |
| 11 | Italia (bandiera)                          | G     | Alessio Donadoni    | 1997 | 197 cm | 87 kg |  |
| 13 | Italia (bandiera)                          | GA    | Nicolò Dellosto     | 2000 | 200 cm | 99 kg |  |
| 14 | Italia (bandiera)                          | G     | Vincenzo Guaiana    | 2000 | 195 cm | 88 kg |  |
| 17 | Bielorussia (bandiera) · Italia (bandiera) | C     | Kyril Tsetserukou   | 2001 | 201 cm | 90 kg |  |
| 21 | Italia (bandiera)                          | PG    | Andrea Pastore      | 1994 | 185 cm | 95 kg |  |
| 29 | Italia (bandiera)                          | P     | Andrea Traini       | 1992 | 179 cm | 73 kg |  |
| 32 | Italia (bandiera)                          | C     | Edoardo Tiberti     | 1997 | 202 cm | 97 kg |  |
| 41 | Italia (bandiera)                          | A     | Brian Sacchetti     | 1986 | 200 cm | 98 kg |  |

| Allenatore                                                                                         |
| - Franco Gramenzi                                                                                  |
| Assistente/i                                                                                       |
| - Ferdinando Francani - Marco Gullotto Legenda - (C) Capitano - (IN) Inattivo - Infortunato Roster |

### Staff tecnico
- Allenatore: Franco Gramenzi
- Vice Allenatore: Ferdinando Francani
- Assistente: Marco Gullotto
- Senior Assistant: Emidio Testoni
- Preparatore atletico: Domenico Faragalli
- Preparatore atletico: Skerdi Cumani
- Fisioterapista: Emanuela Di Marco

### Staff dirigenziale
- Presidente: Ernesto Ciafardoni
- Direttore sportivo: Marco Verrigni
- General Manager: Pio Di Emidio
- Segretario Generale: Gabriele De Marcellis
- Team Manager: Antonello Ruggiero
- Ufficio Stampa: Fabio Talamonti
- Social Media Manager: Gianmarco Pelusi

## Palmarès
- Coppa Italia LNP: 2

1998, 2022
- Supercoppa LNP di Serie B: 1

2024

## Finali disputate
Coppa Italia LNP
- 2025 vs. Pallacanestro Montecatini